# Deutsche Gesellschaft für Psychoanalyse, Psychotherapie, Psychosomatik und Tiefenpsychologie
Die Deutsche Gesellschaft für Psychoanalyse, Psychotherapie, Psychosomatik und Tiefenpsychologie (DGPT) ist ein Berufsverband der Psychoanalytiker in Deutschland. Zweck ist die Pflege, Weiterentwicklung und Verbreitung der Psychoanalyse in Forschung, Lehre und Versorgung sowie die Förderung der Anwendung der Psychoanalyse in Psychotherapie und Psychosomatik. Die DGPT versteht sich als Berufsverband der deutschen psychologischen und ärztlichen Psychoanalytiker sowie als Dachverband der ihr angeschlossenen Fachgesellschaften und Institute. Sie ist Mitglied der Arbeitsgemeinschaft der Wissenschaftlichen Medizinischen Fachgesellschaften. Sitz und Geschäftsstelle der Gesellschaft sind in Berlin.

## Geschichte
1949 wurde die Deutsche Gesellschaft für Psychotherapie und Tiefenpsychologie gegründet. Zweck war die Schaffung eines berufspolitischen und wissenschaftlichen Forums für alle Psychoanalytiker. Neben der Schaffung von gemeinsamen Ausbildungsstandards an den Kliniken wurde eine Anerkennung der Psychotherapie und Psychoanalyse in der universitären Forschung und Lehre sowie der allgemeinen medizinischen Versorgung der Bevölkerung angestrebt und erreicht. So wurde 1958 die Zusatzbezeichnung Psychotherapie und 1971 die Anerkennung von psychotherapeutischen Leistungen durch Psychologen in der kassenärztlichen Versorgung erreicht. Ausführlich wurde die Geschichte der DGPT von der Psychoanalytikerin Regine Lockot aufgearbeitet.

## Organisation
Die DGPT ist die Dachgesellschaft für die Deutsche Gesellschaft für Analytische Psychologie, die Deutsche Psychoanalytische Gesellschaft, die Deutsche Psychoanalytische Vereinigung und die Deutsche Gesellschaft für Individualpsychologie sowie für die 21 Institute des Netzwerk Freie Institute für Psychoanalyse und Psychotherapie. Daneben ist die DGPT in 16 Landesverbänden organisiert. In diesen organisieren sich weitere 56 Mitgliedsinstitute. Die DGPT unterteilt ihre Einzelmitglieder in die Sektion Berufsverband der Ärztlichen Psychoanalytikerinnen und Psychoanalytiker (BÄP) und die Sektion Berufsverband der Psychologischen Psychoanalytikerinnen und Psychoanalytiker (BPP). Diese arbeiten als selbstständig agierende Unterorganisationen in Abstimmung mit der jeweils anderen als berufsständische Vertretungsorganisation. Auf ihrer Website stellt die DGPT ein Organigramm zur Verfügung, das Vereinsstruktur, Zweck und Aufgaben im Überblick darstellt.

## Tätigkeit
Die DGPT fördert Forschung und Ausbildung auf dem Gebiet der Psychoanalyse und Psychotherapie. Sie veranstaltet seit 1965 einen jährlichen Fachkongress an wechselnden Orten. Seit 2002 veröffentlicht die DGPT regelmäßig einen Newsletter über aktuelle Forschungsergebnisse sowie über aktuelle Diskussionen und Entwicklungen im Fachgebiet.